# Чорна Русь

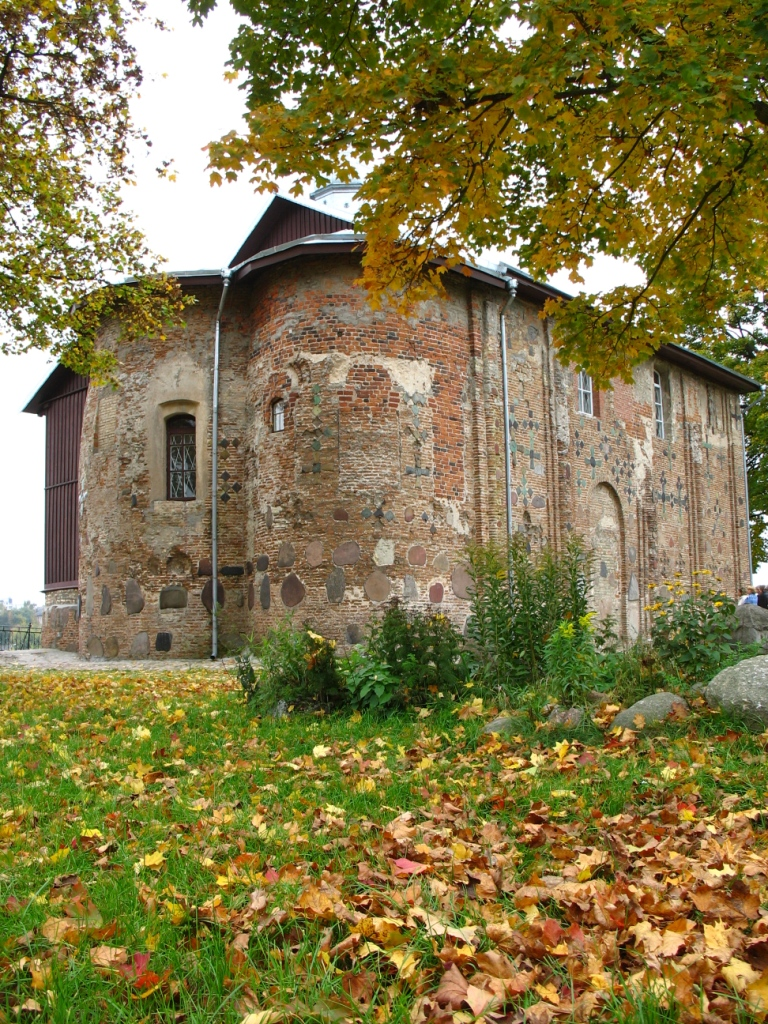
Колозька церква — єдиний частково збережений пам'ятник городнянського будівництва ХІІ ст.

Чо́рна Русь (лат. Russia Negra) — історична назва земель у північно-західній Білорусі, у басейні верхньої течії річки Німану.
Основними центрами Чорної Русі були Гродно (Городня), Новогрудок, Вовковиськ, Слонім, Здітов (нині село Здітово), Ліда, Несвіж.

## Назва
Назву «Чорна Русь» у XVI–XVII ст. вживали також і в інших значеннях. Походження цієї назви не з'ясовано.

## «Чорна Русь» на географічних картах
1459 р. Карта Світу Фра Мавро. Територія в районі р. Оки (Правобережжя) названа лат. Russia Negra (Чорною Руссю).
1539 р. Олаф Магнус. Карта Скандинавії (лат. Carta Marina). Russia Nigra (Чорна Русь) показана на схід від Пскова, як і на глобусі Меркатора (1541).

## Історія
З X ст. Чорна Русь входила до Київської Русі. У XII ст. Новгород-Литовський стає центром Чорної Руси. У XIII ст. Велике князівство Литовське і Галицько-Волинське князівство вели боротьбу за Чорну Русь, у результаті якої ця територія від 40-х років ХІІІ ст. (на думку декого з істориків, вже з 1219 року) підпала під владу Литви. Близько 1255–1258 років тут правив син Данила Галицького — Роман Данилович, як васал литовського князя Міндовга. Деякий час Чорна Русь входила до володінь галицько-холмського князя та короля Русі Шварна Даниловича. Після його смерті остаточно підпала під владу Литви.
Частина Русі в старих авторів називалася Сарматією Азійською (лат. Sarmatia asiatica) на відміну від Русі, яка належала до Польського Королівства і називалася Сарматією Європейською. Пізніше цю Сарматію Азійську називали Чорною Руссю і нові автори називали її Московією. Границя проходила до витоків Дніпра (біля Смоленська) та Дону (біля Новомосковська, Тульської об-ті). Власне Польща називалася в ті часи — Вандалія. Біла Русь обмежувалася — Великим Князівством Литовським. І до Червоної Русі, яка власне Королівською називалася, входили: Київщина, Волинь, Поділля, Брацлавщина, Холмська, Белзька та Галицька землі; Львівська земля, яка називалася також Малою Руссю або Південною Руссю (лат. Russia Australis), сюди входило також місто Ярослав.